# Rouvray-Catillon
Rouvray-Catillon település Franciaországban, Seine-Maritime megyében. Lakosainak száma 226 fő (2022. január 1.). Rouvray-Catillon Bosc-Édeline, La Ferté-Saint-Samson, Mauquenchy, Roncherolles-en-Bray és Sigy-en-Bray községekkel határos.

## Népesség
A település népessége az elmúlt években az alábbi módon változott:
| Lakosok száma | 230  | 228  | 231  | 228  | 227  | 225  | 224  | 227  | 226  |
|               | 2013 | 2015 | 2016 | 2017 | 2018 | 2019 | 2020 | 2021 | 2022 |